# Уайатт, Томас (мятежник)
Томас Уайатт (англ. Thomas Wyatt jr., 10 сентября 1521 — 11 апреля 1554) — организатор восстания Уайатта в январе-феврале 1554 года, целью которого являлось свержение католички Марии и восшествие на трон протестантки Елизаветы. 
После подавления восстания 11 апреля 1554 года был обезглавлен на Тауэр-Хилл. Ему позволили произнести речь, в которой он защищал невиновность Елизаветы.
Его отец, также носивший имя Томас, был поэтом и государственным деятелем.
Его внук, Фрэнсис Уайатт (1588—1644), стал одиннадцатым губернатором Виргинии.